# Martin Hiden
Martin Hiden est un footballeur autrichien né le 11 mars 1973 à Stainz. Il évolue au poste de défenseur.

## Biographie

### En club
| Année   | Club                 | Pays       | Matches | Buts |
| ------- | -------------------- | ---------- | ------- | ---- |
| 1992-94 | SK Sturm Graz        | Autriche   | 53      | 5    |
| 1994-96 | SV Austria Salzbourg | Autriche   | 59      | 2    |
| 1996-97 | SK Sturm Graz        | Autriche   | 28      | 3    |
| 1997    | Rapid Vienne         | Autriche   | 20      | 0    |
| 1998-00 | Leeds United         | Angleterre | 26      | 0    |
| 2000-03 | Austria Vienne       | Autriche   | 82      | 2    |
| 2003-07 | Rapid Vienne         | Autriche   | 106     | 4    |
| 2008-   | SK Austria Kärnten   | Autriche   | 10      | 0    |

### En sélection
- 50 sélections et 1 but avec l'Équipe d'Autriche de football depuis 1998.